# Stems and Seeds
Stems and Seeds är ett remixalbum av den amerikanska pianorockaren Ben Folds, släppt den 10 februari 2009.
Folds föregående album, Way to Normal, fick kritik av en del fans eftersom ljudbilden uppfattades som alltför komprimerad. Folds bestämde sig därför för att remastra albumet och ge ut det på nytt, fast nu under namnet Stems and Seeds. Han passade också på att ändra låtordningen och lägga till några bonuslåtar.
Det mest speciella med Stems and Seeds är dock en separat skiva som ger möjlighet för fansen att själva mixa om albumet i datorprogrammet Garageband.

## Låtlista

### Disk 1 (med remixmöjlighet)
| Nr  | Titel                                        | Längd | Kompositör |
| --- | -------------------------------------------- | ----- | ---------- |
| 1.  | Effington                                    | 3:27  | Folds      |
| 2.  | The Frown Song                               | 3:38  | Folds      |
| 3.  | Dr. Yang                                     | 2:33  | Folds      |
| 4.  | You Don't Know Me (featuring Regina Spektor) | 3:12  | Folds      |
| 5.  | Free Coffee                                  | 3:10  | Folds      |
| 6.  | Cologne                                      | 5:59  | Folds      |
| 7.  | Bitch Went Nuts                              | 3:08  | Folds      |
| 8.  | Hiroshima (B B B Benny Hit His Head)         | 3:48  | Folds      |
| 9.  | Kylie from Connecticut                       | 4:41  | Folds      |
| 10. | Errant Dog                                   | 2:25  | Folds      |
| 11. | Brainwascht                                  | 4:09  | Folds      |

### Disk 2
| Nr  | Titel                                                                  | Längd | Kompositör      |
| --- | ---------------------------------------------------------------------- | ----- | --------------- |
| 1.  | Effington                                                              | 3:27  | Folds           |
| 2.  | The Frown Song                                                         | 3:38  | Folds           |
| 3.  | Dr. Yang                                                               | 2:33  | Folds           |
| 4.  | You Don't Know Me (featuring Regina Spektor)                           | 3:12  | Folds           |
| 5.  | Free Coffee                                                            | 3:10  | Folds           |
| 6.  | Cologne                                                                | 5:59  | Folds           |
| 7.  | Bitch Went Nuts                                                        | 3:08  | Folds           |
| 8.  | Hiroshima (B B B Benny Hit His Head)                                   | 3:48  | Folds           |
| 9.  | Kylie from Connecticut                                                 | 4:41  | Folds           |
| 10. | Errant Dog                                                             | 2:25  | Folds           |
| 11. | Brainwascht                                                            | 4:09  | Folds           |
| 12. | Cologne (Piano Orchestra Version)                                      | 6:08  | Folds           |
| 13. | Bitch Went Nutz                                                        | 3:53  | Folds           |
| 14. | Way to Normal                                                          | 2:38  | Folds           |
| 15. | Free Coffee Town                                                       | 2:42  | Folds, Reynolds |
| 16. | Lovesick Diagnostician                                                 | 2:53  | Folds           |
| 17. | Frowne Song (Feeble Anthem)                                            | 3:50  | Folds, Smith    |
| 18. | You Don't Know Me (featuring Regina Spektor) (Conan O'Brien Rehearsal) | 3:28  | Folds           |
| 19. | Hiroshima (B B B Benny Hit His Head) (Japanese Version)                | 3:44  | Folds           |
| 20. | Brainwashed                                                            | 3:36  | Folds, Smith    |

## Medverkande
- Ben Folds - Piano, moog, wurlitzer-piano, mellotron, slagverk, klockspel, omnichord, stråkarrangemang, sång
- Jared Reynolds - Elbas, bakgrundssång
- Sam Smith - Trummor, slagverk, omnichord, tamburin, bakgrundssång
- David Angell - Fiol
- Steven Bernstein - Trumpet
- John Catchings - Cello
- Chad Chapin - Virveltrumma, bakgrundssång
- Matt Darriau - Basklarinett
- David Davidson - Fiol
- Jim Grosjean - Altfiol
- Lisa Gutkin - Fiol
- Dennis Herring - Trummor
- Andrew Higley - Mellotron, bakgrundssång
- Ben Kalb - Cello
- Joshua Motohashi - Berättarröst
- Regina Spektor - Sång